# Gaels de Saint Mary
Les Gaels de Saint Mary (en anglais : Saint Mary's Gaels) est le club omnisports universitaire du collège Saint Mary de Californie, située à Moraga en Californie.
Les équipes des Gaels participent aux compétitions universitaires organisées par la National Collegiate Athletic Association. Les Gaels font partie de la West Coast Conference.

## Basketball
Le programme de basketball est le fleuron de l'université au niveau du sport universitaire. Tom Meschery, Patty Mills, Matthew Dellavedova ou Jock Landale sont des anciens des Gaels, évoluant en NBA.